# (2526) Alisary
(2526) Alisary est un astéroïde de la ceinture principale.

## Description
(2526) Alisary est un astéroïde de la ceinture principale. Il fut découvert le 19 mai 1979 à La Silla par Richard M. West. Il présente une orbite caractérisée par un demi-grand axe de 3,15 UA, une excentricité de 0,17 et une inclinaison de 3,3° par rapport à l'écliptique.

## Compléments